# Цзинъянь
Цзинъя́нь (кит. упр. 井研, пиньинь Jǐngyán) — уезд городского округа Лэшань провинции Сычуань (КНР).

## История
При империи Западная Вэй здесь был образован уезд Футин (莆亭县). При империи Суй был создан уезд Цзинъянь. При империи Юань он был присоединён к уезду Жэньшоу, при империи Мин восстановлен вновь.
В 1952 году был образован Специальный район Лэшань (乐山专区), и уезд Цзинъянь вошёл в его состав. В 1970 году Специальный район Лэшань был переименован в Округ Лэшань (乐山地区). В 1985 году округ Лэшань был преобразован в городской округ Лэшань.

## Административное деление
Уезд Цзинъянь делится на 10 посёлков и 17 волостей.

Посёлки: Яньчэн (研城镇), Мата (马踏镇), Чжуюань (竹园镇), Яньцзин (研经镇), Чжоупо (周坡镇), Цяньфу (千佛镇), Ванцунь (王村镇), Саньцзян (三江镇), Дунлинь (东林镇), Мочи (磨池镇).

Волости: Цзии (集益乡), Чуньфу (纯复乡), Саньцзяо (三教乡), Гаотань (高滩乡), Баоу (宝五乡), Сыхэ (四合乡), Хуанбо (黄钵乡), Шэнцюань (胜泉乡), Мэнькань (门坎乡), Шиню (石牛乡), Гаофэн (高凤乡), Цзиньфэн (金峰乡), Фэньцюань (分全乡), Чжэньян (镇阳乡), Тяньюнь (天云乡), Упао (乌抛乡), Дафу (大佛乡).